# K XVIII (潜水艦)
K XVIIIは、オランダ海軍が第二次世界大戦（太平洋戦争・大東亜戦争）前から大戦初期に運用した通常動力潜水艦である。K XIV級潜水艦の5番艦（最終艦）。

## 艦歴

### 就役
K XVIIIはフィエンノールト造船所で建造された。1931年6月10日に進水後、1932年9月27日に竣工した。1933年7月から8月に試験航行を行い、1934年3月23日に就役した。6月20日から8月1日まで、海防戦艦「ヘルトーグ・ヘンドリック」と駆逐艦「エバーツェン」、水雷艇「Z5」、潜水艦「K XVII」と共にバルト海へ演習航海を行った。艦隊はグディニャとケーニヒスベルク、リガ、コペンハーゲンに寄港した。

### 蘭領東インド
1934年11月14日、K XVIIIはオランダ領東インドに回航されるためオランダを出航した。この航海は単なる回航だけでなく、潜水艦と装備品の耐久試験や砲艦外交、便乗した地球物理学者フェリックス・ベニング・マイネスによる洋上での重力測定を兼ねていた。K XVIIIはフンシャル、英領セントビンセント、ダカール、ペルナンブーコ、リオデジャネイロ、モンテビデオ、ブエノスアイレス、マル・デル・プラタ、サイモンズタウン、ケープタウン、ダーバン、ポートルイス、フリーマントルを経て、1935年7月11日にスラバヤに到着した。乗組員には「K XVIIIメダル」が授与された。
1938年9月6日、K XVIIIは姉妹艦と共に、スラバヤで開催されたウィルヘルミナ女王即位40周年記念観艦式に参加した。

### 蘭印作戦
1941年1月16日から1月26日、K XVIIIはマカッサル海峡の哨戒航海を行った。6月には、東南アジア海域に日本軍の輸送艦隊出現の報を受け、K XVIIとK XVIIIが蘭領東インド北西海域の哨戒を行った。その後、11月28日まで修復を行った。
第二次世界大戦（太平洋戦争・大東亜戦争）開戦後、K XVIIIはマカッサル海峡の哨戒航行を行い、複数の船舶を攻撃した。K XVIIIは1942年（昭和17年）1月6日に帰還したが、1月11日に日本軍は蘭領東インドへの侵攻を始め、蘭印作戦（日本軍名称：H作戦）が始まった。ABDA司令部はタラカン島に続く日本軍の上陸地点をボルネオ島バリクパパンと予想し、アメリカ海軍の潜水艦6隻とオランダ海軍の潜水艦「K XV」「K XVIII」をボルネオ沖に派遣した。1月22日、K XVIIIはバリクパパン近海にあった灯台船「オリオン」を艦載砲で自沈処分した。
1月23日に始まったバリクパパン沖海戦では、K XVIIIは同日にマカッサル海峡で大日本帝国海軍（日本海軍）の1,400t級の駆逐艦を攻撃して撃沈したと報告している（日本側に該当艦無し）。1月24日0時35分、K XVIIIは停泊中の軽巡洋艦「那珂」を雷撃した。「那珂」は機関停止中で回避不可能だったが、魚雷は艦底を通過し、南東約1kmで停泊中だったT型貨物船「敦賀丸」に命中、「敦賀丸」は沈没した。K XVIIIは、数時間後に行われたアメリカ海軍の駆逐艦隊による水雷攻撃の混乱に乗じて、再び日本艦隊を攻撃した。午前6時50分頃、K XVIIIは第四号型駆潜艇「第十二号駆潜艇」を雷撃したが、魚雷は再び艦底を通過した。K XVIIIは目標に損傷を与えたと報告したが、爆雷による反撃で潜水が不可能になるほどの損傷を受け、修理のためスラバヤに撤退した。
1月28日、K XVIIIはスラバヤで入渠して修理に入ったが、2月28日には日本海軍の手に渡るのを防ぐため、K XVIIIの艦載砲が駆逐艦「バンケルト」を自沈処分するために使われた。連合軍艦隊は2月27日から3月1日のスラバヤ沖海戦とバタビア沖海戦で壊滅し、K XVIIIも3月2日に自沈した。

### 鹵獲後
日本海軍はKXVIIIを鹵獲したが、日本に鹵獲後の資料は残存しておらず不明である。日本国外の資料によると、日本海軍はK XVIIIIを浮揚・修復して、1944年（昭和19年）からジャワ島とマドゥラ島の間のマドゥラ海峡でピケット用のハルクとして運用した。1945年（昭和20年）6月16日、北緯06度48分 東経112度47分 / 北緯6.800度 東経112.783度でイギリス海軍の潜水艦「タシターン」に撃沈された。

## 参考資料
1. 1 2 3 4 5 6 7 8 9 10 11 12 13 14 15 16  「太平洋戦争で日本海軍に鹵獲されたオランダ潜水艦KXVIII」 『世界の艦船』第540集（1998年7月号） 海人社 P.133
2. 1 2 3 4 5 6 7 8 9 10 11 12 13 14 15 16 17 18 19 20  “Dutch Submarines： The submarine K XVIII”. 2021年5月1日閲覧。
3. 1 2  佐々木正雄『蘭印・ベンガル湾方面海軍進攻作戦』戦史叢書26巻 朝雲新聞社 1969年 P.202
4. 1 2 3 4  木俣滋郎『潜水艦攻撃 日本軍が撃沈破した連合軍潜水艦』 光人社 1989年（後に文庫化。光人社NF文庫、潮書房光人社 2016年5月 ISBN 978-4-7698-2949-2 P.40
5. ↑  大熊安之助ほか『海軍水雷戦隊　駆逐艦と魚雷と軽巡が織りなす大海戦の実相』潮書房光人社 2016年 ISBN 978-4-7698-1629-4 P.20-22
6. ↑  木俣滋郎『日本水雷戦史』図書出版社 1986年 P.67-69
7. ↑  第四水雷戦隊『第四水雷戦隊戦時日誌(1)』昭和17年1月21日～昭和17年1月31日 アジア歴史資料センター（JACAR）Ref.C08030109600 P.28
8. ↑  松木秀満『蘭印攻略作戦』戦史叢書3巻 朝雲新聞社 1967年 P.368-371
9. ↑  木俣滋郎『潜水艦攻撃』 P.41-42
10. ↑  高松宮宣仁親王・著、嶋中鵬二・編『高松宮日記　第四巻　昭和十七年 一月～九月』 中央公論社 1996年 ISBN 4-12-403394-X P.54